# Shin Megami Tensei III: Nocturne
Shin Megami Tensei III: Nocturne (真・女神転生III-NOCTURNE?, Shin Megami Tensei Surī: Nokutān) è un videogioco di ruolo per PlayStation 2. È il terzo titolo della serie Megami Tensei. Shin Megami Tensei III è stato pubblicato nove anni dopo Shin Megami Tensei II, ed è il primo gioco della serie ed essere stato pubblicato negli Stati Uniti usando nel titolo la dicitura "Megami Tensei". Revelations: Persona, anche se uscito nel 1996 sotto il nome di Megami Tensei, è uno spin-off della serie principale.
Il giocatore controlla un personaggio metà-uomo e metà-demone, il cui nome viene deciso dal giocatore. Il protagonista viene spesso chiamato nel corso del gioco con l'appellativo di "Mezzo-diavolo".
Una versione del gioco director's cut intitolata Shin Megami Tensei III: Nocturne Maniax (真・女神転生III-NOCTURNE マニアクス?, - Maniakusu), è stata pubblicata in Giappone nel 2004. Questa versione contiene numerosi elementi aggiuntivi come il "labirinto di Amala", un altro finale alternativo e il personaggio di Dante della serie Devil May Cry. Questa versione è stata pubblicata in America del Nord con il titolo Shin Megami Tensei: Nocturne e in Europa nel giugno 2005, localizzato in lingua francese e tedesca e con il titolo Shin Megami Tensei: Lucifer's Call. La versione venduta negli Stati Uniti conteneva un CD con la colonna sonora del gioco, per chi preordinava il gioco.
Devil Summoner: Kuzunoha Raidō Tai Abaddon Ō Plus, l'edizione a tiratura limitata di Shin Megami Tensei: Devil Summoner 2: Raidou Kuzunoha vs. King Abaddon pubblicata il 3 ottobre 2008 in Giappone, contiene una nuova versione di Shin Megami Tensei: Nocturne intitolata Shin Megami Tensei III: Nocturne Maniax Chronicle Edition (真・女神転生III-NOCTURNE マニアクス クロニクル・エディション?,  - Maniakusu Kuronikuru Edishon) con il personaggio di Raidou Kuzunoha (proveniente da Devil Summoner) al posto di Dante.
Una versione in alta definizione della Maniax Chronicle Edition è uscita per Nintendo Switch e PlayStation 4 il 29 ottobre 2020 in Giappone e il 25 maggio 2021, anche per Microsoft Windows, in tutto il mondo per la prima volta nella serie principale con una traduzione in italiano. In questa edizione Dante viene offerto come DLC.

## Personaggi

### Il protagonista
Doppiato da: Susumu Chiba (Drama CD), Junya Enoki (voce giapponese), Christian La Monte (voce inglese)
Il protagonista è il personaggio principale del gioco. All'inizio della storia è un comune liceale di Tokyo fino a quando non viene coinvolto nella Concezione e finisce nel Mondo del Vortex. Contro la sua volontà gli viene impiantato dal Bambino biondo un parassita chiamato Magatama, trasformandolo nel Mezzo-diavolo (人修羅?, Hitoshura), un essere col corpo e poteri da demone ma con un cuore umano. Data questa circostanza gli viene proibito immaginare una Visione, portandolo a decidere quale Visione sostenere oppure ignorare. Le sue scelte e personalità variano a seconda del giocatore e possono portare verso diversi finali. Nel Drama CD il suo nome è Naoki Kashima (嘉嶋 尚紀?, Kashima Naoki).
In Shin Megami Tensei: Digital Devil Saga è possibile affrontarlo nella New Game Plus, nel dungeon sotterraneo di Anahata. Questa battaglia è considerata da molti come una delle boss fight più difficili di sempre nel genere JRPG. In Shin Megami Tensei IV: Apocalypse nel DLC "Messiahs of the Diamond Realm" appare come uno degli alleati messia nello scontro contro Stephen. Nel suo mondo era stato ucciso da Lucifero dopo aver distrutto da Kagutsuchi, ma viene riportato in vita da Stephen nel Diamond Realm per recuperare le forze. Dopo aver battuto Stephen insieme agli altri messia, ritorna nel suo mondo per riprendersi la rivincita contro Lucifero. In Shin Megami Tensei V appare come boss finale del DLC "Un Mezzo-diavolo e nove diavoli", sconfiggendolo si ottiene la sua essenza che garantisce l'annullamento a tutti i tipi di attacchi (eccetto divino) e le sue mosse uniche Rabbia di Gaia, Ragione del caos, Pioggia di giavellotti e Furia letale.

### Yuko Takao
Doppiata da: Suzuko Mimori (voce giapponese), Laura Post (voce inglese)
Yuko Takao (高尾祐子?, Takao Yuko) è l'insegnante responsabile della classe di Isamu, Chiaki e del protagonista nella Tokyo pre-Concezione. É abbastanza popolare tra gli studenti per via della sua preferenza al pensiero critico rispetto ad una memorizzazione meccanica. Nonostante la sua natura ottimista e confidente in lei si cela un'anima stanca del mondo: lo trova noioso, con gente che non prova più nessun senso di responsabilità, passione per vivere e senza desiderio di competere con la propria forza. Si allea con Hikawa per far avvenire la Concezione, sperando di ottenere un mondo che avesse riportato senso nelle vite altrui. Tuttavia, dopo la Concezione, farà fatica a trovare la propria Visione a causa di queste insicurezze. Nel corso del gioco si allea con Aradia, una falsa divinità proveniente dall'ombra del Mondo del Vortex, nella speranza di trovare una Visione, e avrà fiducia nel giocatore che farà la scelta giusta per il mondo.

### Chiaki Tachibana
Doppiata da: Nana Mizuki (Drama CD), Reina Ueda (voce giapponese), Carla Tassara (voce inglese)
Chiaki Tachibana (橘 千晶?, Tachibana Chiaki) è una compagna di classe e amica del protagonista e Isamu, dalla personalità orgogliosa, diligente e testarda e di origini altolocate. Finirà coinvolta insieme al protagonista e Isamu nella Concezione e finisce nel Mondo del Vortex. Nel corso del gioco pur essendo debole cercherà di sopravvivere, adottando nella sua ricerca di potere la legge del più forte, formando così la Visione di Yosuga: un mondo dove solo i più forti vivono e dominano nella società e i deboli li servono o vengono purgati, (idea basata sul Darwinismo). Troverà come alleati il Mantra, gli angeli e come dio rappresentante della Visione l'Avatar di Baal. Se il protagonista decidesse di allearsi con lei, nella Torre di Kagutsuchi gli chiederà, come amica, di affrontarla dato che secondo lei non ci possono essere due sovrani nel regno di Yosuga. Nella localizzazione originale inglese il suo nome era stato cambiato Chiaki Hayasaka per mancanza di spazio. Nel Drama CD viene specificato da Isamu che Chiaki e Naoki hanno una relazione amorosa.

### Isamu Nitta
Doppiato da: Kosuke Toriumi (Drama CD), Takuya Eguchi (voce giapponese), Robbie Daymond (voce inglese)
Isamu Nitta (新田勇?, Nitta Isamu) è un compagno di classe e amico del protagonista e Chiaki. Dal carattere scherzoso, pigro e arrogante, è un tipo rilassato che ama prendere la vita come viene, ma tende ad affidarsi troppo al prossimo e a farsi influenzare dalle opinioni altrui. Finirà coinvolto insieme al protagonista e Chiaki nella Concezione e finisce nel Mondo del Vortex. Nel corso del gioco verrà catturato dal Mantra e rimane prigioniero, finendo nella depressione e sconforto dovuti alla speranza che qualcuno lo salvasse. Dopo la morte di Gozu-Tennoh riesce a fuggire ma arriva alla conclusione che nessuno può aiutarlo o salvarlo, portandolo così a finire nella Rete di Amala per cercare solitudine. Passando tempo in quel mondo sviluppa la Visione di Musubi: un mondo dove ogni persona vive a suo modo e piacere nel proprio "universo" personale, senza fare affidamento agli altri. Assume come dio rappresentante della Visione Noè, una divinità di cui il nome è stato dimenticato nel corso del tempo. Se il protagonista decidesse di allearsi con lui, nella Torre di Kagutsuchi verrà ritrovato Isamu sconfitto dall'Avatar di Baal ed egli chiederà al protagonista di portare avanti la sua Visione, senza farsi preoccupazioni.

### Hikawa
Doppiato da: Daisuke Ono (voce giapponese), Connor Fogarty (voce inglese)

### Jyoji Hijiri
Doppiato da: Takeshi Maeda (voce giapponese), Chris Tergliafera (voce inglese)

### Futomimi
Doppiato da: Yoshimasa Hosoya (voce giapponese), Hugo Pierre (voce inglese)

### Sakahagi
Doppiato da: Kōji Yusa (voce giapponese), Jacob Craner (voce inglese)

### Gozu-Tennoh
Doppiato da: Naomi Kusumi (voce giapponese), Patrick Seitz (voce inglese)

### Dante
Doppiato da: Matthew Kaminsky, Toshiyuki Morikawa (voce giapponese), Reuben Langdon (voce inglese HD Remaster)

### Raidou Kuzunoha XIV
Doppiato da: Tomokazu Sugita (voce giapponese), Billy Kametz (voce inglese)

### Kagutsuchi
Doppiato da: Keiji Fujiwara (voce giapponese), Jamieson Price (voce inglese)

### Lucifero (Bambino biondo/Anziano signore in sedia a rotelle)
Doppiato da: Mariya Ise (Bambino; voce giapponese), Sarah Anne Williams (Bambino; voce inglese) Shin'ichirō Miki (Anziano; voce giapponese), Paul Eiding (Anziano; voce inglese)